# Open Sans
Open Sans is een schreefloos lettertype ontworpen door Steve Matteson in opdracht van Google. Het werd ontworpen met "open vormen en een neutrale, maar vriendelijke uitstraling", speciaal voor een goede leesbaarheid bij printen, op het internet en in mobiele UI's. Het ontwerp is gebaseerd op Droid Sans, maar het heeft bredere karakters en er zijn cursieven opgenomen. Droid Sans wordt voornamelijk gebruikt voor Android-telefoons, maar Open Sans wordt vooral gebruikt door Google voor advertenties, websites enzovoort.
Open Sans is verkrijgbaar in een groot aantal varianten voor een open source-lettertype. Het heeft vijf gewicht-varianten (Book 300, Normaal 400, Halfvet 600 en Extra vet 800) en elke vorm heeft een cursieve versie, samen zijn dit 10 varianten. Er is tevens een apart smaller lettertype, Open Sans Condensed.

## Noto
In 2013 werd het lettertype door Matteson en Google ietwat vernieuwd. Enkele letters werden aangepast, sommigen ook naar de alternatieve versies beschikbaar in Open Sans. De stijlen werden verminderd naar 4 (standaard, vet en hun cursieven) maar het lettertype werd uitgebreid met een heleboel nieuwe ondersteunende talen en er werd een variant met schreef toegevoegd, ook met vet en cursieven, dit zijn samen weer acht stijlen. Het lettertype werd hierbij hernoemd naar Noto. Hoewel Open Sans nog steeds beschikbaar blijft en door Google op het internet en in advertenties wordt gebruikt is Noto nu samen met Roboto de vervanger voor Droid en zal het worden gebruikt voor Android-toestellen.